# Royce da 5'9"
Royce da 5'9", de son vrai nom Ryan Montgomery, né le 5 juillet 1977 à Détroit, dans le Michigan, est un rappeur et producteur américain. Royce est connu pour ses freestyles, ses battles et pour quelques collaborations avec Eminem. Royce est l'un des membres du duo Bad Meets Evil avec Eminem, du quatuor Slaughterhouse avec Joe Budden, Joell Ortiz et Crooked I, et un duo avec DJ Premier. About.com le classe 31e sur son Top 50 des « rappeurs de notre époque » (1987–2007).
Il emménage avec sa famille à Oak Park, dans le Michigan, à 10 ans, et acquiert par la suite le surnom de Royce au lycée. Il se lance dans le hip-hop à 18 ans, et s'inspire d'artistes comme Ras Kass et Tupac Shakur. Il signe son premier contrat en 1998 au label Tommy Boy Records. Après la fermeture du label, il signe chez Columbia où il enregistre un album intitulé Rock City. Royce quitte le label pour Koch et réédite son album sous le titre de Rock City (Version 2.0).

## Biographie

### Débuts
Montgomery est né le 5 juillet 1977, et a grandi à Détroit, dans le Michigan. Il part vivre à Oak Park, dans le Michigan, à l'âge de 10 ans. C'est là qu'il commence à se faire surnommer Royce au lycée et se met à rapper vers ses 18 ans en compagnie de son meilleur ami appelé Jah da 5'9". Jeune, il s'inspire de rappeurs comme Ras Kass, Redman, Tupac Shakur, The Notorious B.I.G. et de groupes comme N.W.A..
Par le biais de son manager Kino Childrey, Royce est présenté à Eminem en 1997, et les deux se mettent à travailler ensemble ; ils forment le duo Bad Meets Evil, et publient plusieurs chansons. Royce apparaît sur le premier album d'Eminem, The Slim Shady LP, participant à la chanson Bad Meets Evil. Royce et Eminem publient ensuite la chanson Renegade, sur laquelle les paroles de Royce seront remplacée par celles de Jay-Z sur l'album de ce dernier, The Blueprint. Avec Eminem, Royce est présenté à Dr. Dre et signe au label Game Recordings. Kino, le manager de Royce, explique lors d'un entretien : « Je les ai vu enseigner l'art de la rime à Dre. » Dr. Dre souhait que Royce coupe les ponts avec Kino, ce que Royce refuse, mettant ainsi fin à sa relation avec Dre. Entretemps, les relations avec Eminem commencent à se détériorer lorsque ce dernier et son groupe D12 deviennent mondialement connus, ce qui aboutit à une dispute et à un bon nombre de clashes entre les deux rappeurs.

### Carrière solo
Royce signe son premier contrat en 1998 au label Tommy Boy Records. Après la fermeture du label, il signe chez Columbia où il enregistre un album intitulé Rock City. Royce quitte le label pour Koch et le réédite sous le nom de Rock City (Version 2.0), publié le 22 novembre 2002, avec la participation d'Eminem et de DJ Premier qui produit le tube qui le fait mondialement connaître, Boom. L'album atteint la sixième place des Billboard Heatseekers, la septième place des Top Independent Albums et la 9e place des RnB Albums.
Au début des années 2000, il participe à la bande-son du jeu vidéo Grand Theft Auto III. En 2001, Royce collabore avec la chanteuse Willa Ford sur son single à succès I Wanna Be Bad. Royce publie son deuxième album, Death Is Certain le 24 février 2004. Il atteint la 161e place du Billboard 200. Il publie ensuite son troisième album solo, Independent's Day, le 28 juin 2005. À cette période, sa rivalité avec son ancien ami et rappeur Proof atteint un point critique dans les rues de Détroit ; ils sont alors tous les deux appréhendés par la police et enfermés dans la même cellule. Ensemble en prison, ils mettent un terme à leur rivalité et décident de jouer ensemble en tournée.
En 2010, Eminem et Royce deviennent à nouveau proches au point que du futurs projets en duo sont au goût de jour, ainsi qu'une signature sur le label d'Eminem, Shady Records, est envisagée. Ils sortent alors l'EP Hell: The Sequel en juin 2011. Le 9 août 2011, Royce publie son cinquième album, Success Is Certain. En 2014, il annonce ensuite un nouvel album avec le producteur S1. En 2015, Royce annonce la suite de l'album, PRhyme, PRhyme 2 et demande la participation d'Eminem, de Kendrick Lamar et The Game.

## Discographie

### Albums studio
- 2002 : Rock City (Version 2.0)
- 2004 : Death Is Certain
- 2005 : Independent's Day
- 2009 : Street Hop
- 2011 : Success Is Certain
- 2016 : Layers
- 2018 : Book of Ryan
- 2020 : The Allegory

### Mixtapes
- 2003 : Build and Destroy: The Lost Sessions Part 1
- 2004 : M.I.C. (Make It Count) Mixtape Volume 1
- 2004 : M.I.C. (Make It Count) Mixtape Volume 2
- 2007 : The Bar Exam
- 2008 : The Bar Exam 2
- 2010 : The Bar Exam 3: The Most Interesting Man
- 2016 : Tabernacle: Trust The Shooter

### Albums collaboratifs
- 1999 : Nuttin' to Do (maxi single ; avec Bad Meets Evil)
- 2009 : Slaughterhouse (avec Slaughterhouse)
- 2011 : Slaughterhouse (EP ; avec Slaughterhouse)
- 2011 : Hell: The Sequel (EP ; avec Bad Meets Evil)
- 2012 : Welcome to: Our House (avec Slaughterhouse)
- 2014 : PRhyme (avec DJ Premier)
- 2018 : PRhyme 2 (avec DJ Premier)